# Videospiele in den Vereinigten Staaten

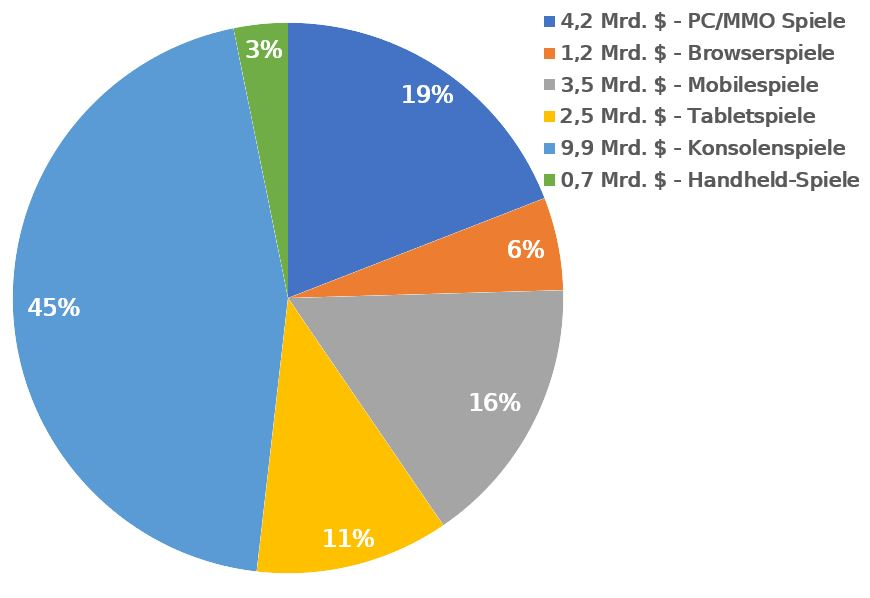
Spielemarkt der Vereinigten Staaten nach Umsatz pro Jahr (2015)

Videospiele in den Vereinigten Staaten gehören mit zu den am schnellsten wachsenden Unterhaltungsindustrien des Landes. Aus der Studie der Entertainment Software Association von 2010 hat die Spieleindustrie einen Anteil an der Wirtschaft von 4,9 Mrd. $ in den Vereinigten Staaten. Es gibt Schätzungen, dass die Spieleindustrie 2015 weltweit einen Wert von 70,1 Mrd. $ erreichen wird.
In den Statistiken der ESA aus dem Jahr 2013 gaben 58 % der Amerikaner an Videospiele zu spielen und der durchschnittliche amerikanische Haushalt hatte mindestens eine Spielkonsole, einen PC oder ein Smartphone. Alle Haushalte, die mindestens ein Gerät zum Spielespielen besitzen, gaben an, am häufigsten auf ihrer Spielekonsole oder auf dem PC zu spielen. 36 % der amerikanischen Spieler spielt auf ihren Smartphones. Dabei glauben 43 % der Videospielkonsumenten, dass Spiele im Vergleich zu anderen gängigen Unterhaltungsformen wie Filme oder Musik ihnen das beste Preis-Leistungs-Verhältnis für ihr investiertes Geld bieten. 2011 spielten die Amerikaner durchschnittlich 13 Stunden pro Woche Videospiele. Im Jahr 2013 haben fast die Hälfte aller Amerikaner mehr Zeit damit verbracht, Videospiele zu spielen, als Brettspiele zu spielen, fernzusehen, ins Kino zu gehen oder zu Hause Filme zu schauen. Von allen spielenden Amerikaner spielten 62 % online oder vor Ort zusammen. Dabei ist der Mitspieler eher ein Spielgefährte als ein wichtiger Freund oder ein nahestehendes Familienmitglied. Der häufigste Grund, warum Eltern Videospiele mit ihren Kindern zusammen spielten, war der gemeinsame Aktivitätsfaktor oder weil sie dazu aufgefordert wurden. Es glaubten 52 % aller Eltern, dass Videospiele sich im Kindheitsalter positiv auf ihre Kinder auswirken, und 71 % der Eltern mit Kindern unter 18 sehen das Spielen als vorteilhaft für die mentale Stimulation oder Bildung ihrer Kinder.

## Demografie

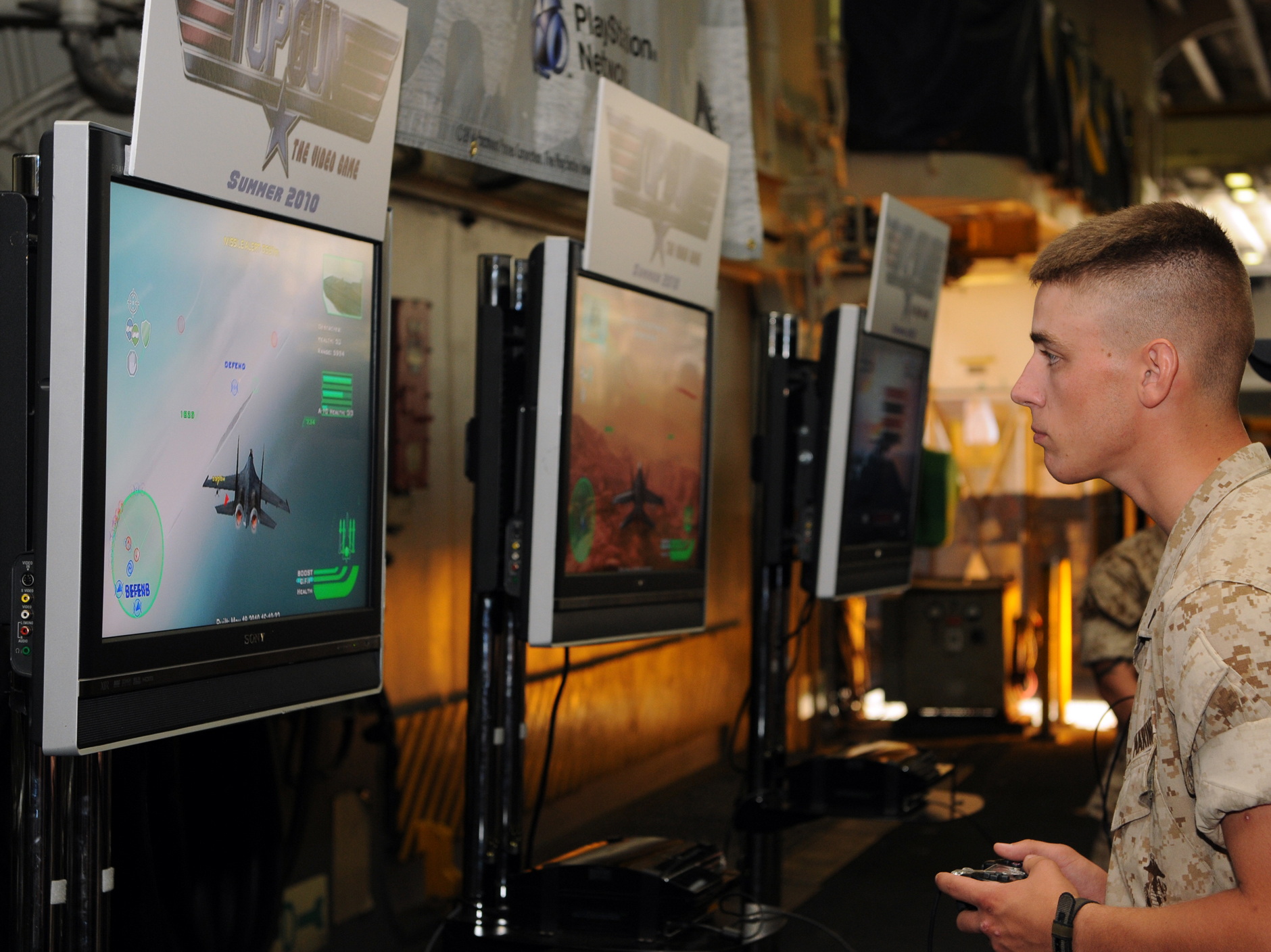
Ein US-Marine-Soldat spielt „Top Gun“

Das Durchschnittsalter eines US-amerikanischen Spielers beträgt 35 Jahre und die durchschnittliche Videospielzeit eines einzigen US-amerikanischen Spielers ist 13 Jahre. Nur 29 % aller Spieler sind unter 18 Jahre alt. Die amerikanische Spieler-Population beläuft sich auf 59 % männlich und 41 % weiblich. Dabei machen Frauen ab dem 18. Lebensjahr einen größeren Teil der Population aus als Männer unter 18. Die durchschnittliche Spielerin ist 44 Jahre alt, während der männliche Spieler durchschnittliche 33 Jahre alt ist.

## Marktstatistiken
Die bestverkauften Videospiel-Konsolen-Genres waren Actionspiele, Shooter und Sportsimulationen im Jahr 2012. Für den PC waren die bestverkauften Genres Rollenspiele, Strategiespiele und Casual Games. Der Onlinespielsektor hatte die beliebtesten Genres Puzzle/Trivia, Action/Strategie und Casual/Sozial. Während viele amerikanische Videospiel-Entwickler über Jahre hinweg Spiele produziert haben, kamen regelmäßig die japanischen Spiele und Unternehmen in die jährlichen Bestsellerlisten vor. Die U.S. Computer- und Videospielverkäufe im Jahr 2012 beliefen sich auf 14,8 Mrd. $, was einen Rückgang von 1,6 Mrd. $ gegenüber dem Vorjahr bedeutete. Der Bericht über das Absatzwachstum gab einen Rückgang der verkauften Stückzahlen von 188 Mio. im Vergleich zum Jahr 2011 mit 245,9 Mio. Stück. Die amerikanischen Spielkonsumenten erzeugten mit ihren Ausgaben einen Umsatz von 20,77 Mrd. $. Dabei stellen die gekauften Hart-Gedruckten-Kopien von Videospielen im Vergleich zu den digitalen Videospiel-Kopien immer noch den meisten Umsatz.

## Geschichte

### 1940er
Der Anfang der Videospiele könnte im Jahr 1940 festgesetzt werden, als der amerikanische Nuklearphysiker Edward Condon einen Computer entwarf, welcher das traditionelle Spiel Nim ausführen konnte. Zehntausende Menschen spielten dieses Spiel auf diesem Computer, wobei der Computer 90 % aller Spiele gewann. Sieben Jahre später patentierte ein amerikanischer Fernsehpionier, Thomas T. Goldsmith, Jr., ein Gerät, welches die Spieler herausforderte, auf einer Oszilloskop-Anzeige ein Ziel mit einer Schusswaffe anzuvisieren und zu feuern.

### 1950er
In den 1950ern schrieb ein anderer Amerikaner, Claude Shannon, Basis-Regeln in der Programmierung für einen spielenden Schachcomputer. Gleichzeitig wurde OXO in England im Jahr 1952 hervorgebracht, diese Umsetzung konnte durch die Erfindungen und Innovationen der Amerikaner ermöglicht werden. Das U.S. Militär tauchte durch das damals erfundene Spiel Hutspiel in das Computerzeitalter ein. Dieses Spiel gilt als Kriegsspiel und zeigt NATO und Soviet Kommandeurs im Krieg.
Der IBM 701 Computer enthielt Spiele wie Blackjack und Checkers. Ein späteres IBM-Model hatte ein Schachprogramm, welches den Spielern vier Züge voraus sein konnte. Die '50er brachten ebenfalls das lange vergessene und berühmte Tennisspiel Pong hervor durch Willy Higinbotham.

### 1960er
Das Militär nahm weiterhin an Videospielen in den 1960ern teil, als kurz nach der Kubakrise das Verteidigungsministerium ein Spiel erschuf namens STAGE (Simulation of Total Atomic Global Exchange). STAGE wurde als politische Propaganda kreiert, welche die U.S. zeigte, wie diese in einem thermonuklearen Krieg mit der Sowjetunion gewinnen würden. Die Idee von Videospielen für Fernsehgeräte wurde durch den Ingenieur Ralph Baer ermöglicht und mit der Hilfe seines Teams konnte Bear zwei erfolgreiche TV-Spiele entwickeln. Das erste interaktive mediale Computerspiel, Spacewar verleitete die Atari Gründer dazu ein Arcade-Spiel mit dem Titel Computer Space, als erstes Arcade-Spiel, zu entwickeln.

### 1970er
Die 1970er beinhalten die Geburt der Videospiel-Konsolen. Die erste Konsole mit dem Namen Magnavox Odyssey wurde veröffentlicht und etwa zur gleichen Zeit wurde das Atari-Unternehmen gegründet. Dies markierte den Beginn der Entwicklung von Pong. Nach der Fertigstellung von Pong wurde es das am meisten verkaufte Weihnachtsprodukt 1975.
Die Entwicklung der Konsole fuhr unglaublich schnell fort. Einige Jahre nach ihrer Erfindung bekamen Spielekonsolen Mikroprozessoren und programmierbare ROM-Module als Spielekassetten. Somit konnten die Benutzer das Spiel durch Kassettenwechsel austauschen. Einige der wichtigsten veröffentlichten Konsolen in dieser Zeit waren Telstar, Fairchild Channel F, und Atari 2600.
Arcadespiele entwickelten sich ebenfalls, und Spiele wie Space Invaders konnten nun Highscore-Tabellen anzeigen, um die besten Ergebnisse zu erfassen und wiederzugeben. Ein Jahr später baute das Spiel Asteroids auf der Idee auf, dass die besten Spieler ihre Initialen eingeben konnten.

### 1980er
Die technologischen Errungenschaften aus den 70ern leiteten den Beginn der stationären Spielekonsolen, auch als Intellivision bezeichnet, im Jahre 1980 ein, diese hatten eine bessere Videoqualität, aber waren teurer. Innerhalb von zwei Jahren änderte der Commodore 64 den Markt dann völlig, denn er war nicht nur die leistungsfähigste Konsole, sondern auch die billigste. Durch den geringeren Preis wuchs die Beliebtheit der Videospielindustrie weiter und das erste Videospielmagazin Electronic Games wurde gedruckt. Durch die Versuche, den Erfolg des Atari 2600 nachzubilden, wurde eine Sättigung des Marktes erzeugt, sodass dieser 1983 den Nord-Amerikanischen-Video-Game-Crash verursachte und so die Spieleindustrie in den Vereinigten Staaten dezimiert wurde. Mit diesem in den USA vorhandenem Abschwung konnte Nintendo erfolgreich sein Nintendo Entertainment System 1985 in Amerika einführen und belebte den Markt mit der dritten und vierten Generation von Heimspielekonsolen, wie dem Master System, Game Boy, Sega Genesis, Atari 7800 und dem TurboGrafx-16, mit Systemen die 3D-Grafiken unterstützen und anstelle von Kassetten mit optischen Medien als Spielspeicher, wieder.

### 1990er
In den frühen 90ern erweckte die Neuvorstellung der Super-NES, Sony PlayStation, Nintendo 64, Tamagotchi, und Dreamcast die angeschlagene Videospielindustrie durch ihre Verkäufe wieder. In diesem Jahrzehnt war die PlayStation die beliebteste Konsole mit 20 Mio. verkauften Stück.
Im Jahr 1993 wurde eine der ersten Debatten mit dem Fokus auf das Thema „Gewalt in Videospielen“ begonnen. Diese Debatte führte Senator Joseph Lieberman mit dem Bedürfnis, alle gewalttätigen Videospiele zu verbieten. Aus dieser Untersuchung entstand das Entertainment Software Rating Board 1994; welches allen Spielen eine gedruckte Altersempfehlung auf ihrer Verpackung gibt.

### 2000er
Die 2000er brachten Sony mit der PlayStation 2 mehr Aufmerksamkeit, da diese so sehr nachgefragt wurden durch die Verbraucher, dass es Beeinträchtigungen während der ersten Lieferungen in der Verfügbarkeit der Konsole gab. Die PlayStation 2 wurde die bisher meistverkaufte Konsole in den Vereinigten Staaten. Microsoft und Nintendo erlebten eine ähnliche Popularität mit ihren eigenen Konsolen der sechsten und siebten Generation.
Die dauerhafte Verfügbarkeit des Internets brachte die Online-Verbindung zwischen Konsolen für Multiplayer-Spiele, als auch ein digitales Verkaufsschaufenster für den Spieleverkauf. Die digitalen Schaufenster sorgten auch für einen Zuwachs des Indie-Spiele-Marktes und expandierten von Computer rüber auf die Konsolen in diesem Jahrzehnt. Ebenfalls wurden Motion-Control-Spiele durch Wii Konsolen immer beliebter.

### 2010er
Innerhalb der 2010er gab es eine größere Verlagerung zu Gelegenheitsspielen, dem Handyspiel auf Smartphones und Tablets. Dies ist auf eine breitere Spielergemeinschaft zurückzuschließen, die mehr weibliche und ältere Videospieler anzieht. Das Konzept Games as a service entwickelte sich zu einem Trend innerhalb der Entwickler und Publisher, um Spiele lange nach der Veröffentlichung monetarisieren zu können. Im Anschluss an das letzte Jahrzehnt entstanden viele Indiegames, die den großen Titeln ebenbürtig waren und durch die erleichterte Werbung in digitalen Schaufenstern für PC, Konsolen und Smartphones sich besser vermarkten ließen. Alle drei Hauptkonsolenhersteller veröffentlichten die nächste Generation von Konsolen: Xbox One, PlayStation 4, Wii U und Nintendo Switch. Wichtige Entwicklungen bei Mixed-Reality-Games, sowohl in Augmented Reality und Virtual Reality, wurden in den 2010er immer beliebter, denn die Kosten für die Hardware sanken. Der Esports bekam einen deutlichen Marktanteil in den Vereinigten Staaten nach der beginnenden Beliebtheit in den ostasiatischen Ländern.

### 2020er
Microsoft und Sony haben die Nachfolger für ihre Konsolen Ende 2020 angekündigt. Es werden voraussichtlich beide Systeme hochauflösende Grafiken, Echtzeit-Raytracing, Game-Streaming und cloud-basierte Spiele unterstützen.

## Einsatzgebiete

### Ausbildungstraining
Videospiel-Designer benötigen verschiedene Fähigkeiten, die eine hohe Ausbildung in Computergrafik, Animation und Software-Design beinhaltet. An der Spitze dieser Fähigkeiten brauchen erfolgreiche Designer eine starke Vorstellungskraft und Wissen über die Variationen von Konsolen und Betriebssystemen. Programmierung und Hardware sind grundlegendes Wissen, wenn bedacht wird, dass Spiele hoch entwickelte Computersoftware sind. Um in dieses Feld einzusteigen, werden in vielen Hochschulen Kurse, Abschlüsse und Zertifikate in Computerprogrammierung, Computertechnik, Softwareentwicklung, Animation und Computergrafik angeboten. Praktikumsstellen und Lehrstellen sind besonders wichtig, damit praktische Erfahrungen gesammelt werden. Wenn es möglich ist, sollte ein nach oben blickender Spieleentwickler sich als Freiberufler versuchen. Es bietet sich auch an, Spiele mit einer unabhängigen Vielzahl von verfügbarer Software zu entwerfen. Ein unabhängiges Spiel kann riskant sein zu entwickeln. Doch das fertige Produkt gibt Arbeitgebern einen Einblick in die eigenen Fähigkeiten des Designers, fast wie ein Portfolio.

### Jobmarkt
Die Videospielindustrie der Vereinigten Staaten ist nach wie vor eine lebende Quelle für Stellenangebote. Aktuell beschäftigen Videospielunternehmen direkt oder indirekt mehr als 120.000 Menschen in 34 Staaten. Die durchschnittliche Vergütung für direkte Mitarbeiter beträgt 90.000 US-Dollar, was einer nationalen Gesamtvergütung von 2,9 Mrd. US-Dollar entspricht.
Der aktuelle Arbeitsmarkt in den Vereinigten Staaten für Spieldesign ist sehr wettbewerbsgetrieben. Es wird jedoch ein Anstieg von 32 % bei den Software-Publishing-Jobs erwartet, durch das amerikanische Arbeitsministerium. Das Gehalt hängt davon ab, wo gearbeitet, bei wem und welche Art von Arbeit verrichtet wird. Ein erster Startpunkt für die Gehaltsermittlung ist der Bericht der International Game Developers Association. Dieser listet zwischen 50.000 $ bis zu 80.000 $ auf, mit einem Durchschnittsgehalt von 57.600 $. Einen genaueren Vergleich, ab wo die US-Game-Entwicklungsjobs beginnen, bietet ein Bericht von Learn Direct's mit 37.000 $ jährlich.

## Spielebewertungen und Regierungsbeaufsichtigung
Vor dem Jahr 1993 hatten die Vereinigten Staaten kein einheitliches Bewertungsgremium, aber mit der Gewaltzunahme in Spielen und der realistischeren Darstellungen in der Grafik, forderten Eltern, Politiker und andere betroffene Gruppen eine staatliche Regulierung der Spieleindustrie. Die Kongressanhörung zu Videospielen 1993, trugen das kürzlich veröffentlichte Mortal Kombat und Night Trap in den Fokus, dabei wurde damit auf ein fehlendes Bewertungssystem in der Branche aufmerksam gemacht. Bis dahin hatten Publisher wie Sega oder Nintendo ihre eigenen Methoden, um Spiele zu bewerten, diese waren nicht standardisiert und ließen Unterschiede zwischen verschiedenen Konsolensystemen zu, einschließlich des Verkaufs gewaltverherrlichender Spiele. Die Mitglieder des Kongresses drohten mit der Verabschiedung von Regulierungen über Videospiele, wenn die Branche keine eigene Lösung findet. Daraufhin reagierte die Branche mit der Formierung und Gründung einer Handelsgruppe 1994 Interactive Digital Software Association (IDSA), heute bekannt als Entertainment Software Association (ESA), und der Schaffung eines freiwilligen Bewertungssystems den Entertainment Software Ratings Board (ESRB), das den Regierungsbedenken dieser Zeit entsprach. Die ESRB konzentrierte sich hauptsächlich auf Konsolenspiele bei deren Entstehung. Computer-Videospiele nutzten das Recreational Software Advisory Council (RSAC) bis 1999, wechselten dann aber auf das ESRB im Jahr 1999. Während das RSAC mehr fokussiert für die Bewertung von Onlineinhalten verwendet wurde dann.
Seit 1993 haben mehrere Ereignisse von Waffengewalt in den Vereinigten Staaten, z. B. die Schießerei mit dem Amoklauf an der Columbine Highschool 1999, immer mehr Schuld auf die Videospiele als Anstiftung geschoben, obwohl es keinen schlüssigen Beweis dafür gibt, dass gewalttätige Videospiele zu Gewalttaten führen. Unter dem Druck der Eltern und betroffenen Bürger haben die Regierung und die einzelnen Staaten Gesetze für das ESRB-System verabschiedet, welche im Einzelhandel den Verkauf unter Geldstrafe an Minderjährige stellen, wenn die Spiele dem Alter des Käufers nicht entsprechen. Dies wurde im besonders Fall Brown vs. Entertainment Merchants Association am Supreme Court der Vereinigten Staaten deutlich, welcher 2010 zu dem Schluss kam, dass Videospiele eine Art geschützte Sprache sind, deren Verkäufe nur reguliert werden können, wenn die Spiele den Miller-Test für obszönes Material nicht bestehen.
Die ESRB ist damit nach wie vor ein freiwilliges System für die Bewertung von Videospielen in den Vereinigten Staaten, dabei verkaufen fast alle großen Einzelhandelsgesellschaften Spiele ohne Bewertung nicht und tun dies teilweise auch für die Titel, die mit „AO“ (engl.: „adults only“, deut.: „nur für Erwachsene“) gekennzeichnet sind. Einzelhändler sind freiwillig an diese Alterseinstufungen gebunden, auch wenn die Federal Trade Commission 2013 feststellte, dass das ESRB-System mit die beste Konformität hat im Vergleich zu anderen amerikanischen Unterhaltungsindustrien. Zusätzlich zu den Altersbestimmungen beinhaltet die ESRB-Bewertung Inhaltsbeschreibungen (z. B. Nacktheit, Drogenkonsum und „Blut und Gore“), um besser die Art des zu prüfenden Materials im Spiel beschreiben zu können. Die ESRB prüft nicht nur Material nach der Einreichung des Publishers, sondern prüft auch Spiele nach der Veröffentlichung, um sicherzugehen, dass nicht zusätzliche Inhalte nach der Überprüfung hinzugefügt wurden, und verhängt Strafgelder an die Publisher, falls dies doch zutrifft. Besonders war die ESRB an dem Coffee-Mod beteiligt, einem User-Mod im Spiel Grand Theft Auto: San Andreas, welcher eine Sex-Szene freischaltete, die sich auf der Verkaufs-CD befand, aber ohne die Mod nicht zugänglich war. Aktuell ist 85 % der amerikanischen Eltern bekannt, dass es das Bewertungssystem der ESRB gibt, und viele der Eltern halten die Kindersicherung auf Spielekonsolen für nützlich.
Im digitalen Verkaufsbereich, mit eingeschlossen rein digitaler Spiele und Downloadable Content für Einzelhandelspieltitel, benötigen Spiele keine ESRB-Bewertung. Die Entwickler und Publisher werden aber angehalten die von der International Age Rating Coalition zur Verfügung gestellten Bewertungskriterien für die Selbstkontrolle zu verwenden, um ihren neuen Spielen eine Bewertung geben zu können, welche sich auf die nationalen und regionalen Bewertungssysteme z. B. Pan European Game Information (PEGI) übertragen lassen.
Arcade-Spiele in den USA werden unter einem separaten System „Parental Advisory System“ der „American Amusement Machine Association“, die „Amusement & Music Operators Association“ und die „International Association for the Leisure and Entertainment Industry“ aufgetrennt bewertet, zusammen mit Richtlinien für Spiele, welche sich in Spielhallen befinden sollten und anderen Inhaltsrichtlinien für Spielhallenbetreiber.